# Lago Shogomoc
O Lago Shogomoc é um lago de água doce localizado no condado de York, província de New Brunswick, no Canadá.

## Descrição
Este lago tem as coordenadas geográficas de 45°51'N 67°19'W. A posição geografia em que se encontra coloca-o a uma altitude de 142 m.
Encontra-se localizado a uma distância de apenas 7,9 milhas da cidade de Canterbury, também na província de New Brunswick. 
É um local bastante procurado pelos pescadores que aqui encontram uma variedade de peixes apreciável, onde incluem a truta-comum, o Salvelinus fontinalis e Lepomis macrochirus.
As línguas nativas das primeiras nações que aqui são faladas são predominantemente a língua Cree), o Inuktitut e o Ojibwa).